# Кудрявцев, Борис Иванович
Борис Иванович Кудрявцев — советский хозяйственный, государственный и политический деятель, Герой Социалистического Труда.

## Биография
Родился в 1937 году в Ленинграде. Член КПСС.
С 1955 года — на хозяйственной, общественной и политической работе. В 1955—1987 гг. — электрогазосварщик 5-го разряда на машиностроительном заводе имени Карла Маркса, военнослужащий Советской Армии на Крайнем Севере в должности старшины роты, матрос 2-го, 1-го класса, старший матрос на грузовых теплоходах «Онега», «Восток-3», «Братск» Балтийского морского пароходства, боцман теплохода «Владимир Ильич» Балтийского морского пароходства Министерства морского флота СССР.
Указом Президиума Верховного Совета СССР от 20 июля 1984 года присвоено звание Героя Социалистического Труда с вручением ордена Ленина и золотой медали «Серп и Молот».
Делегат XXVII съезда КПСС.
Умер в Санкт-Петербурге в 2016 году.